# Робер-Бурасса (водохранилище)
Робер-Бурасса (фр. Réservoir Robert-Bourassa)— водохранилище, образованное плотиной на реке Ла-Гранд. Расположено на севере канадской провинции Квебек, на западе полуострова Лабрадор. Высота над уровнем моря — 175 м.
Создано в середине 1970-х годов в рамках проекта Залив Джеймс. Обеспечивает водой гидроэлектростанции Робер-Бурасса (крупнейшая ГЭС Канады) и Ла-Гранд-2-А. Максимальная площадь водной поверхности — 2835 км², объём — 61,7 км³, из которых 19,4 км³ используются для выработки гидроэнергии. 15-е по величине водохранилище мира и 12-е по объёму. Второе по величине водохранилище Квебека. Останавливает течение реки Ла-Гранд на востоке, выходя из водохранилища, река течет прямо на запад, впадая в залив Джеймс.
Водохранилище образовано после строительства в 1974—1978 гг. ГЭС Робер-Бурасса, имеющей 550 метров в ширину. Воду в водохранилище сдерживают более 30 мелких дамб. К западу от водохранилища находится небольшой город Радиссон, обслуживающий гидроэлектростанцию.
В 1996 году водохранилище переименовано в честь Робера Бурасса — бывшего премьер-министра Квебека, скончавшегося в тот год.